# Bdelyrus leptomerus
Bdelyrus leptomerus är en skalbaggsart som beskrevs av Cook 1998. Bdelyrus leptomerus ingår i släktet Bdelyrus och familjen bladhorningar. Inga underarter finns listade.